# USA International 2013
Die USA International 2013 (hervorgegangen aus den Miami PanAm International) im Badminton fanden vom 6. bis zum 10. November 2013 in Orlando statt.

## Sieger und Platzierte
| Disziplin    | Gold                               | Silber                         | Bronze                                    |
| ------------ | ---------------------------------- | ------------------------------ | ----------------------------------------- |
| Herreneinzel | Hock Lai Lee                       | Tatsuya Watanabe               | Yugo Kobayashi                            |
| Herreneinzel | Hock Lai Lee                       | Tatsuya Watanabe               | Maxime Moreels                            |
| Dameneinzel  | Zhang Beiwen                       | Iris Wang                      | Michelle Li                               |
| Dameneinzel  | Zhang Beiwen                       | Iris Wang                      | Fabiana Silva                             |
| Herrendoppel | Christian Christianto Hock Lai Lee | Andrew D’Souza Sergiy Shatenko | Kohei Gondo Tatsuya Watanabe              |
| Herrendoppel | Christian Christianto Hock Lai Lee | Andrew D’Souza Sergiy Shatenko | Adrian Liu Derrick Ng                     |
| Damendoppel  | Jing Yu Hong Zhang Beiwen          | Paula Pereira Lohaynny Vicente | Nicole Grether Charmaine Reid             |
| Damendoppel  | Jing Yu Hong Zhang Beiwen          | Paula Pereira Lohaynny Vicente | Nadianie Ouaqouaq-Bergeron Virgine Savard |
| Mixed        | Toby Ng Michelle Li                | Halim Haryanto Jing Yu Hong    | Hendri Winarto Joycelyn Ko                |
| Mixed        | Toby Ng Michelle Li                | Halim Haryanto Jing Yu Hong    | Daniel Paiola Paula Pereira               |